# Worbis

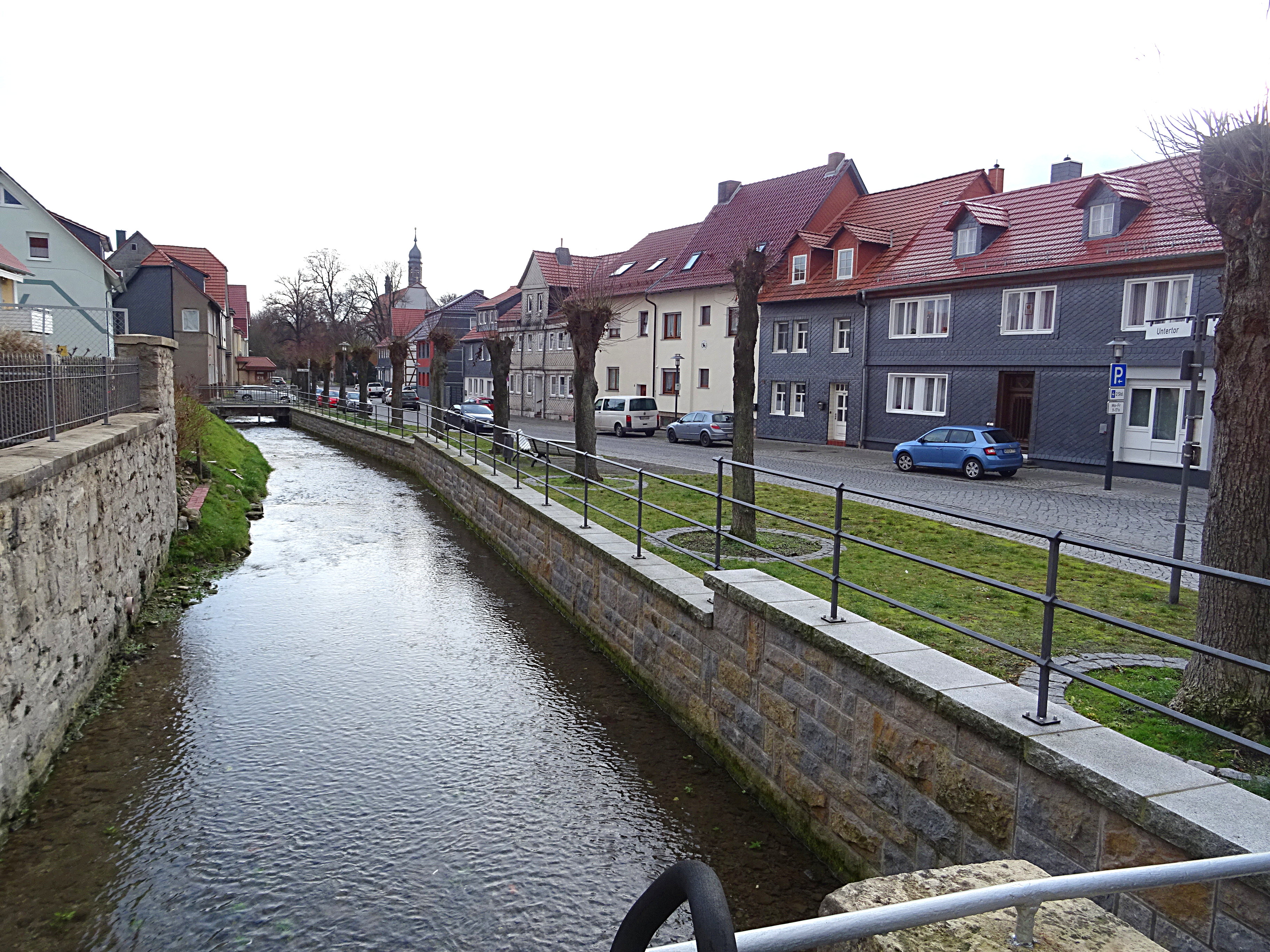
Die Wipper am Untertor

Worbis ist der nördliche Hauptort von Leinefelde-Worbis im Landkreis Eichsfeld in Thüringen.

## Geographie
Worbis befindet sich etwa vier Kilometer nordöstlich von Leinefelde und 15 Kilometer östlich von Heilbad Heiligenstadt im Eichsfeld. Der Ortsteil liegt am Südrand des Ohmgebirges direkt auf der Elbe-Weser-Wasserscheide, wo Wipper und Hahle entspringen.
Unmittelbare Nachbarorte sind Kirchworbis im Osten, Breitenbach im Südwesten, Wintzingerode im Nordwesten und Kirchohmfeld im Norden.
Einige der wichtigsten Berge in der Gemarkung sind der Oberberg (496,5 m), der Langenberg (462,6 m), der Kanstein (435,5 m), der Klien (408,9 m) und Die Hardt (400,9 m).

### Dialektgrenze
Worbis liegt unmittelbar südlich der Benrather Linie und somit am Übergang von den hochdeutschen – genauer: den ostmitteldeutschen Dialekten zur niederdeutschen Sprache.

## Geschichte

### Mittelalter und Neuzeit
Die urkundliche Ersterwähnung erfolgte 1162 als Wurbeke. Die Gegend um Worbis lag im Ohmfeldgau im Herrschaftsbereich der Grafen von Lare (Lohra). Nach deren Aussterben wurden die Herren von Beichlingen Besitzer von Worbis. Der Ort wurde 1255 zur Stadt erhoben und war im Hoch- und Spätmittelalter der Mittelpunkt des gleichnamigen Amtes Worbis. 1289 kaufte Landgraf Albrecht von Thüringen die Burg Worbis und die halbe Stadt von Günther und Heinrich von Beichlingen, den Söhnen Friedrichs V. Die Urenkel Friedrichs IV. verkauften 1336 die andere Hälfte von Worbis an den Landgrafen Friedrich von Thüringen. 1348 kam Worbis unter die gemeinschaftliche Herrschaft der Landgrafen von Thüringen und der Mainzer Kurfürsten, bis der Mainzer Kurfürst Adolf von Nassau 1373 den restlichen Anteil von Worbis erwarb. Vermutlich befand sich in Worbis eine Burg, wo die Herren von Worbis Burgmannen und Vögte waren. Im folgenden 14. Jahrhundert schritt die Entwicklung von Worbis voran, was unter anderem durch seine Lage begünstigt wurde. So befand sich der Ort an einer alten Nord-Süd-Verbindung eines Pilgerweges, der von Lübeck ausgehend, über Duderstadt–Mühlhausen–Eisenach und Nürnberg nach Rom verlief. Im Jahre 1381 verpfändete Kurfürst Adolf von Mainz das Amt Worbis gemeinsam mit dem Amt Harburg, zu welchem unter anderem die Dörfer Bernterode, Breitenworbis, Gernrode, Kirchworbis und Neustadt gehörten, für 1662 Mark Silber an Siegfried von Bültzingsleben, dessen Familie bis in das 16. Jahrhundert hinein die Hoheit über Worbis ausübte. Im Bauernkrieg 1525 wurden die Burg und das Kloster Worbis von aufständischen Bauern zerstört.
Von 1816 bis 1994 war Worbis die Kreisstadt des gleichnamigen Landkreises bzw. Kreises.
In den Jahren der deutschen Teilung war Worbis überregional bekannt als namengebender Ort der Grenzübergangsstelle Duderstadt-Worbis bei Teistungen an der F 247 bzw. B 247. Am 10. November 1989 wurde um 0:35 Uhr der Schlagbaum am Grenzübergang nach Westen geöffnet.
Worbis gehört seit dem 16. März 2004 zur neuen Stadt Leinefelde-Worbis.
Am 4. Dezember 2006 erhielt Worbis die dauerhafte Anerkennung als „Staatlich anerkannter Erholungsort“.

### Wasserburg Worbis
Die Burg Worbis wurde vermutlich im 12. Jahrhundert von den Herren von Worbis errichtet. Mit Giselher von Worbis wird 1209 ein Adliger als Zeuge einer Verpfändung an das Kloster Reifenstein erwähnt. Mitglieder der Adelsfamilie von Worbis waren die ersten bekannten Burgherren, die sich nach dem Ort benannten. Lehnsherren waren die Grafen von Lohra, die Grafen von Beichlingen und dann die Thüringer Landgrafen. Schriftlich erwähnt wird die Burg 1289 im Zusammenhang mit dem Verkauf an die Landgrafen von Thüringen. Bei der Burg handelte es sich um eine Wasserburg, die unmittelbar an die Stadt angrenzte. Dicht nördlich des Burggeländes befindet sich der Flutgraben bzw. Ritterbach, von dem ausreichend Wasser für einen Burggraben zur Verfügung stand. Inwieweit die Burganlage mit der im 13. Jahrhundert errichteten Stadtmauer in Verbindung stand, ist nicht bekannt.
Nachdem die Stadt und die Burg in den Besitz der Mainzer Kurfürsten gelangt waren, wurde der Burgbezirk zum Sitz des Kurmainzer Gerichts oder Amts Worbis. Zum Amtsbezirk gehörten neben Worbis und dem benachbarte Breitenbach auch die Wüstungen Ritterbach und Sifferterode. Kurfürst Adolf von Nassau verpfändete das Amt 1381 an die von Bültzingslöwen; erst nach nahezu zwei Jahrhunderten wurde diese Pfandschaft im Jahre 1575 durch die Mainzer Kurfürsten wieder eingelöst. Im Bauernkrieg wurde die Burg zerstört, 1575 schließlich abgerissen. Dann wurde das heutige Amtshaus auf den Fundamenten der Burg aufgebaut.

### Kurmainzer Amt Harburg-Worbis

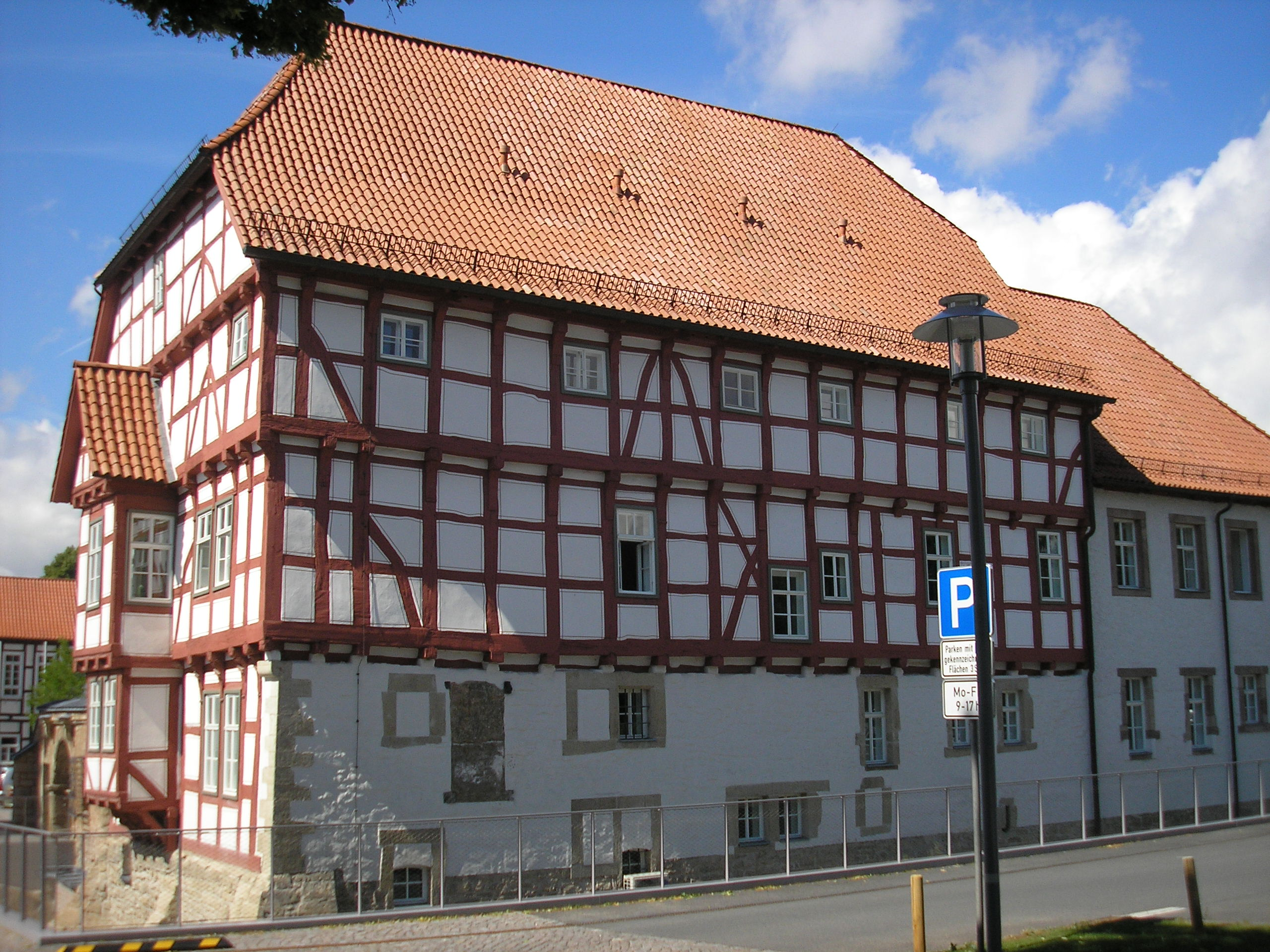
Das ehemalige Amtshaus und Rentamt wurde auf den Resten der Wasserburg Worbis erbaut

Zur Zeit der Grafen von Beichlingen umfasste der Gerichtsbezirk nicht nur die Stadt, sondern vermutlich die Gegend östlich bis zur Burg Lohra. Mit den Besitzerwechseln im 13./14. Jahrhundert wurde der Gerichtsbezirk stark eingegrenzt. Zum Amt Worbis zählten nur noch das benachbarte Breitenbach und die Wüstungen Ritterbach und Sifferterode. 1574 wurden das benachbarte Amt Harburg und das Amt Worbis zum Amt Harburg-Worbis vereint und der Amtssitz für das gemeinsame Amt nach Worbis verlegt. Die Behörde setzte sich mehrheitlich aus folgenden Personen zusammen: dem Amtsvogt, dem Amtsrichter, dem Amtsaktuar, dem Amtsschreiber und dem Amtspedell. Südöstlich von Worbis befindet sich noch heute der Galgenberg, vermutlich die Richtstätte des Amtsbezirkes. Folgende Amtsvögte sind nachgewiesen:
Für die Stadt Worbis selbst wurde ein kurfürstlicher Beamter oder Schultheiß eingesetzt, der neben dem Stadtrat mit dem Bürgermeister die Interessen der Mainzer Kurfürsten vertrat. Das Rathaus befand sich bis 1864 am Marktplatz neben der Stadtkirche; nachdem es abgebrannt war, wurde es in das ehemalige Amtshaus verlegt. Nachfolgend einige Schultheißen:
- 1628 Adam Strauß[10]
- 1655 Joh. Heidfeld[11]
- 1682 Joh. Hugold Burchard
- 1755 Josef Anton Wagner[12]

### Namensherkunft
Worbis steht für Land am Wasser oder feuchte Gegend. Eine weitere Deutung kommt aus dem niederdeutschen -beke für „Bach“, in Verbindung mit winden heißt es so viel wie windungsreicher Bach.

Worbis
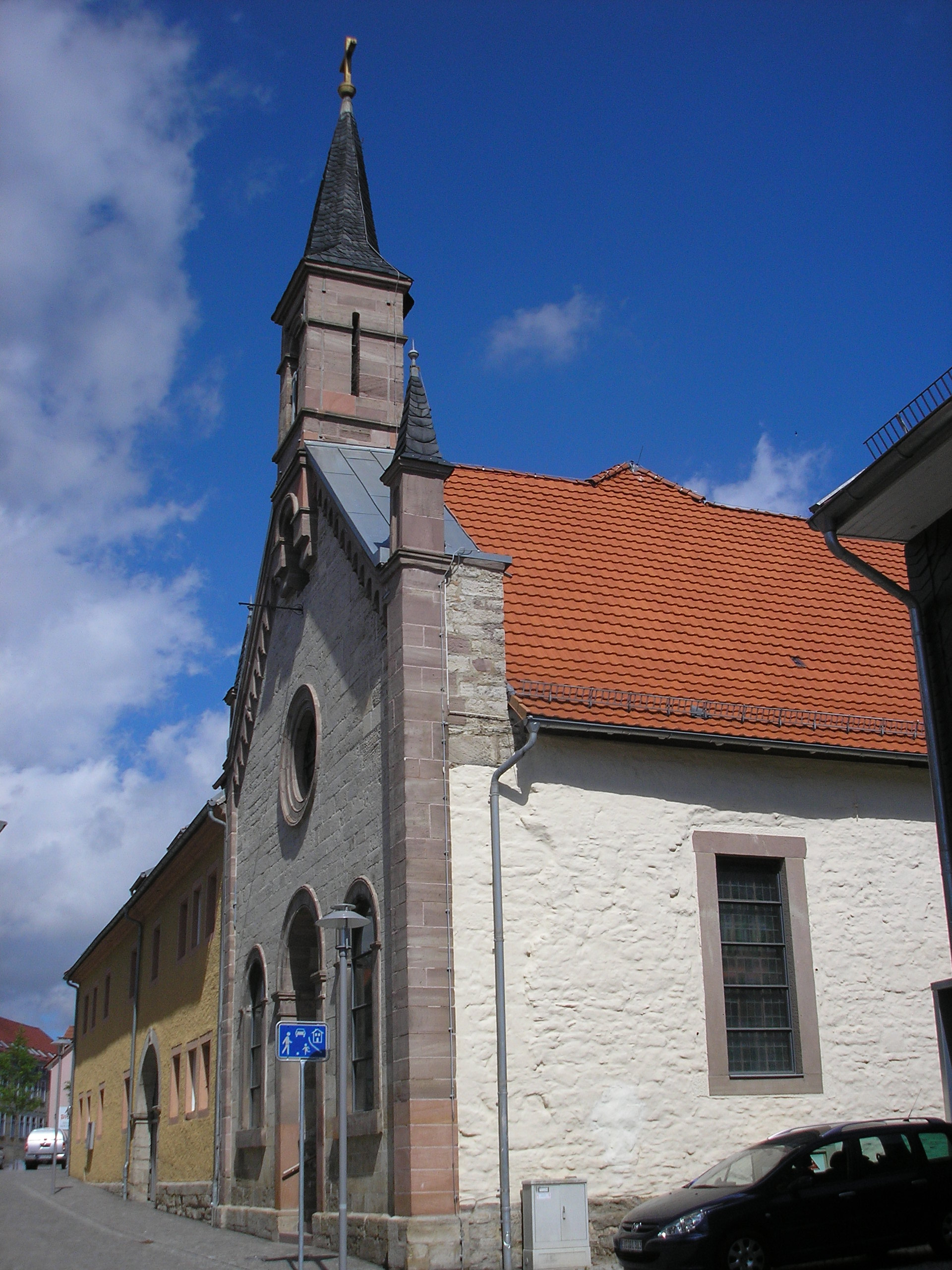
St. Peter und Paul
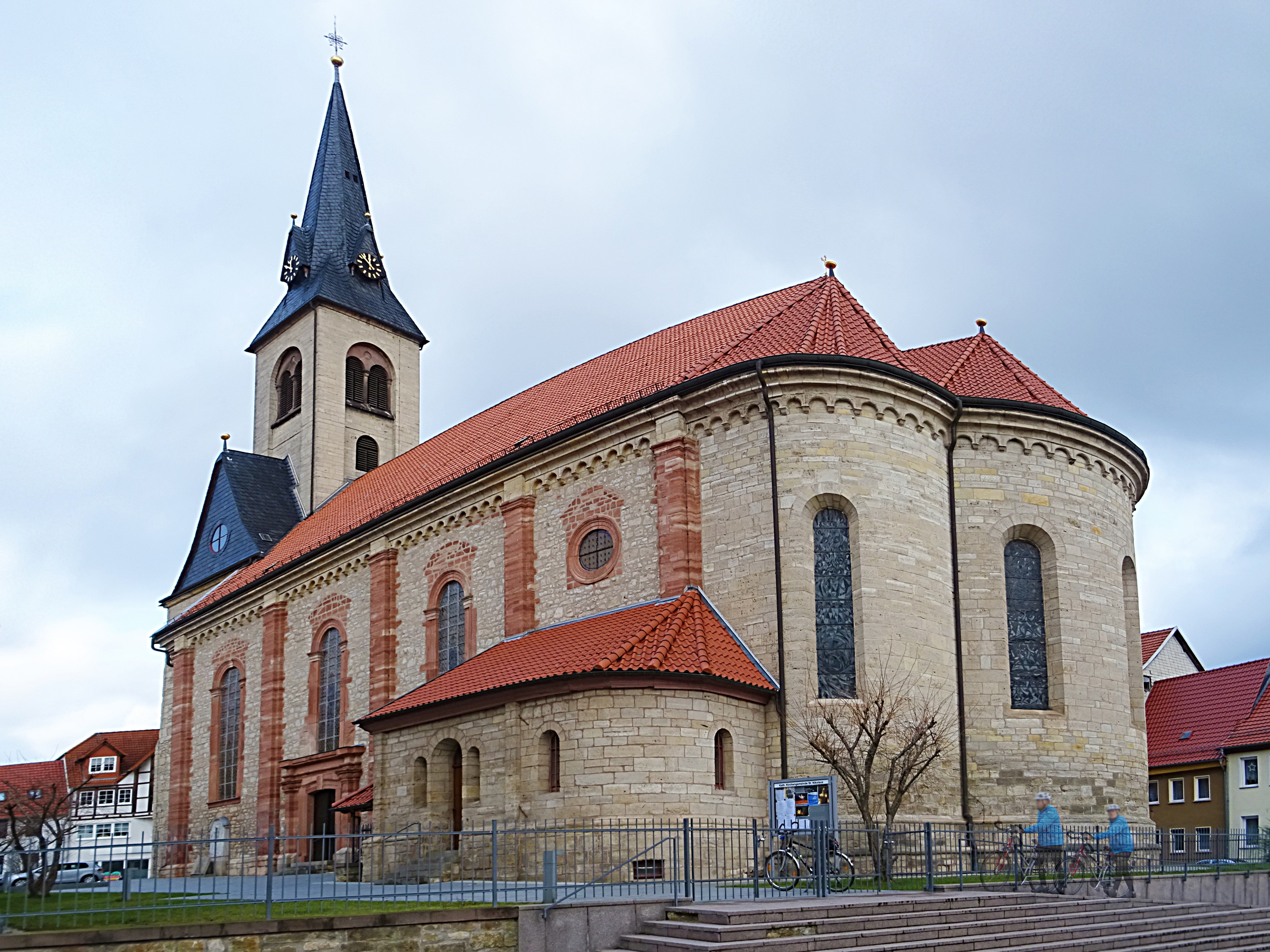
St. Nikolaus
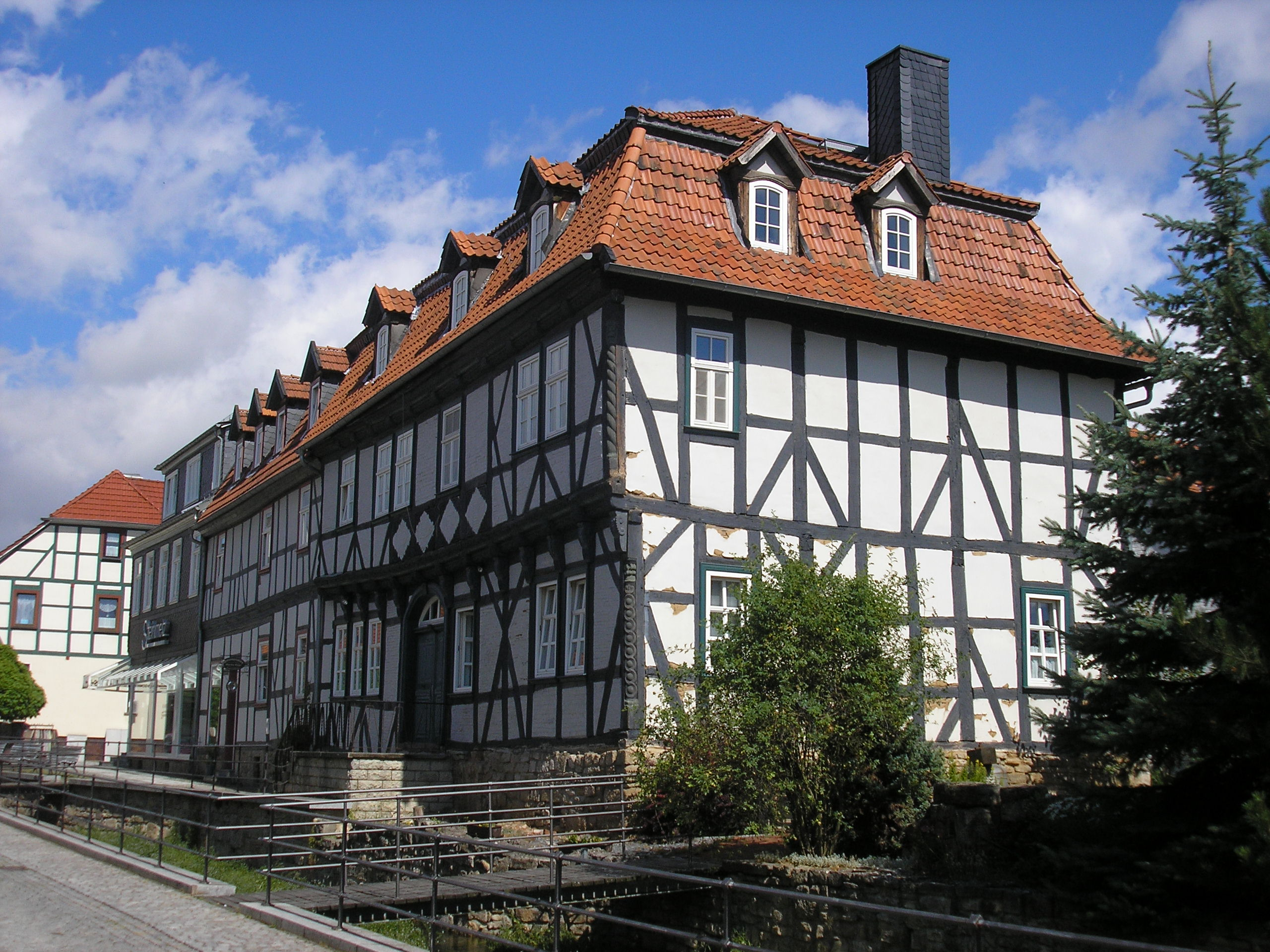
Fachwerkhäuser im Stadtzentrum
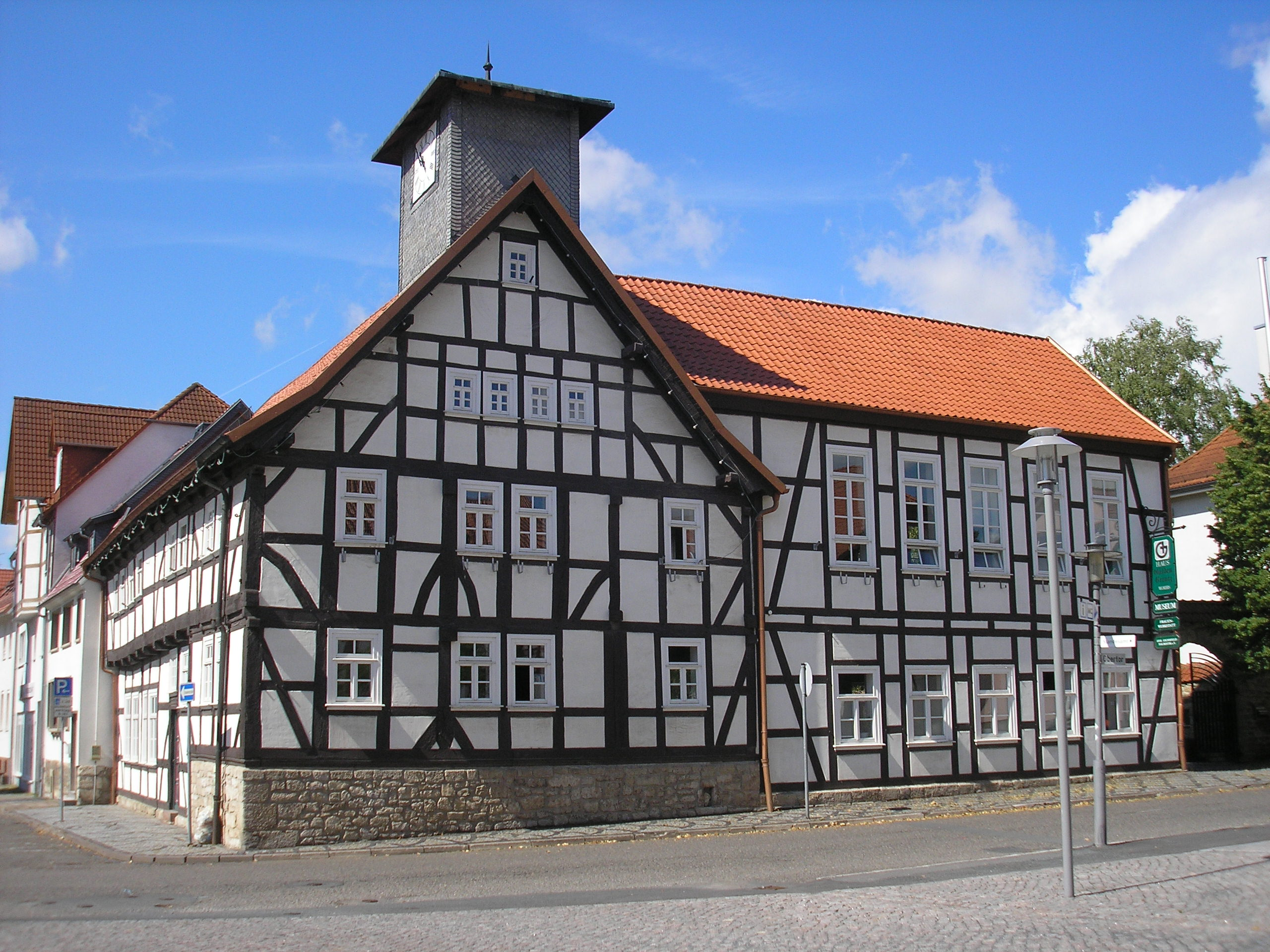
Haus Gülden Kreuz
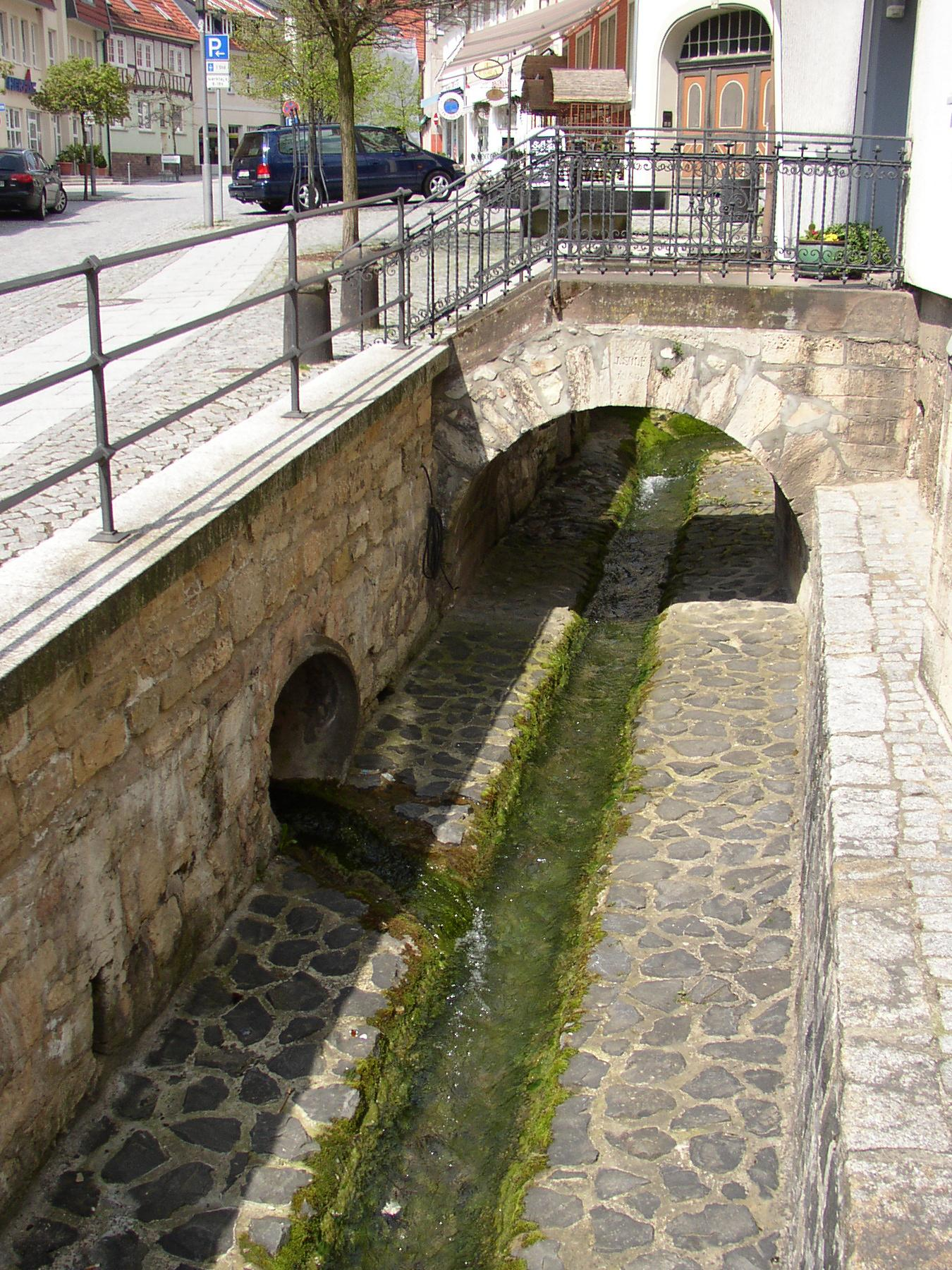
Nahe der Wipperquelle im Stadtzentrum

### Eingemeindungen
Die ehemalige Gemeinde Kirchohmfeld wurde am 30. Juni 1994 eingemeindet.

## Politik

### Ortsteilrat
Dem Ortsteilrat gehören seit den Kommunalwahlen in Thüringen 2024 fünf Räte der Freien Wähler Eichsfeld, vier Räte der CDU und einer der FDP an. Ferner gehört dem Gremium der Ortsbürgermeister an.

### Ortsteilbürgermeister
Das Amt des Ortsteilbürgermeisters von Worbis übt seit Juni 2024 Jens Worm-Büschleb (Freie Wähler Eichsfeld) aus.

### Städtepartnerschaften
Die Stadt Worbis unterhält Städtepartnerschaften mit:
- Medebach in Nordrhein-Westfalen, seit 1994
- Annœullin in Frankreich, seit 2000
- Mezőcsát in Ungarn, seit 2000

## Kultur und Sehenswürdigkeiten

### Krengeljägerfest an Pfingsten

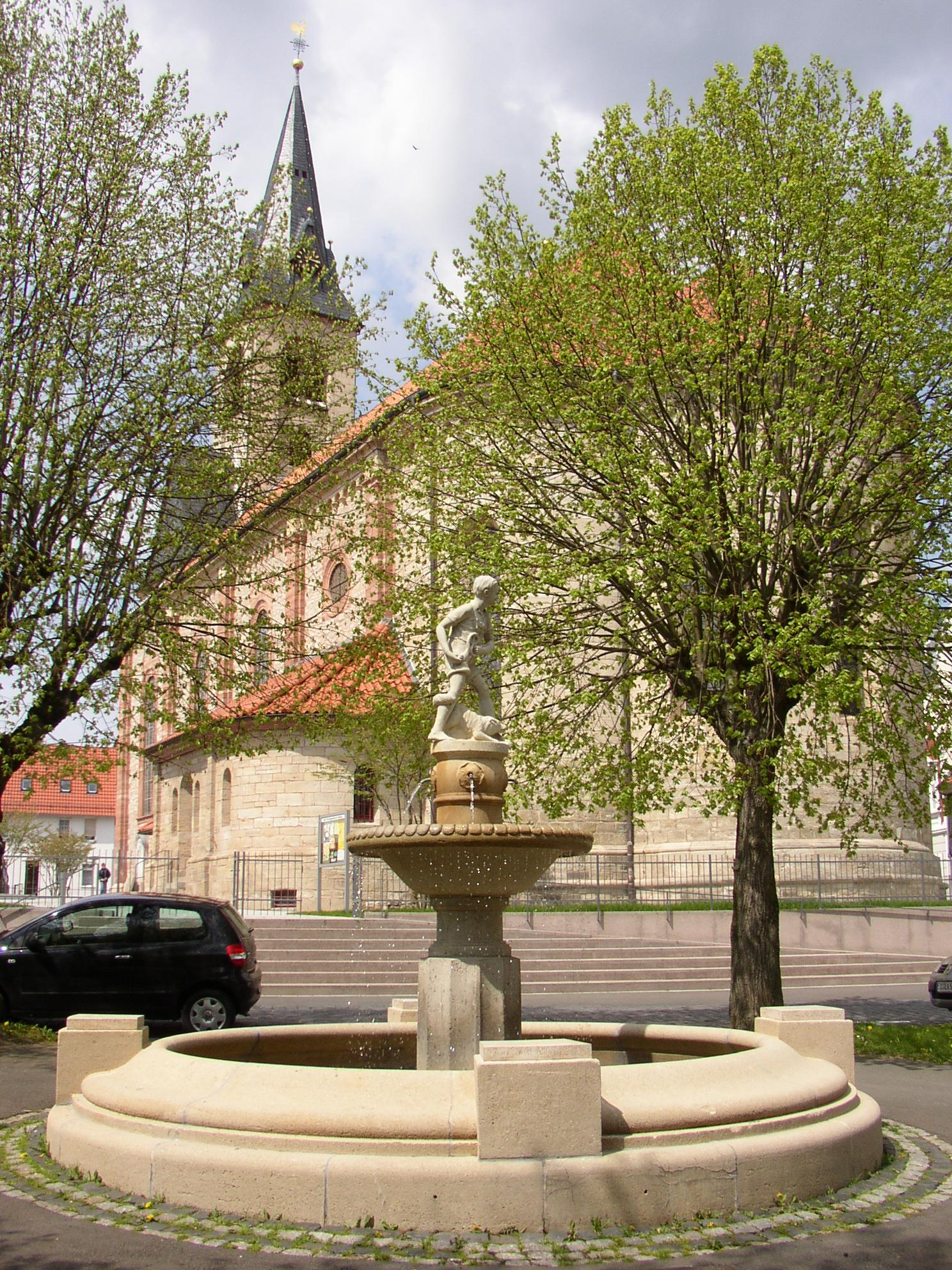
Der Krengeljägerbrunnen, dahinter die Stadtkirche St. Nikolaus

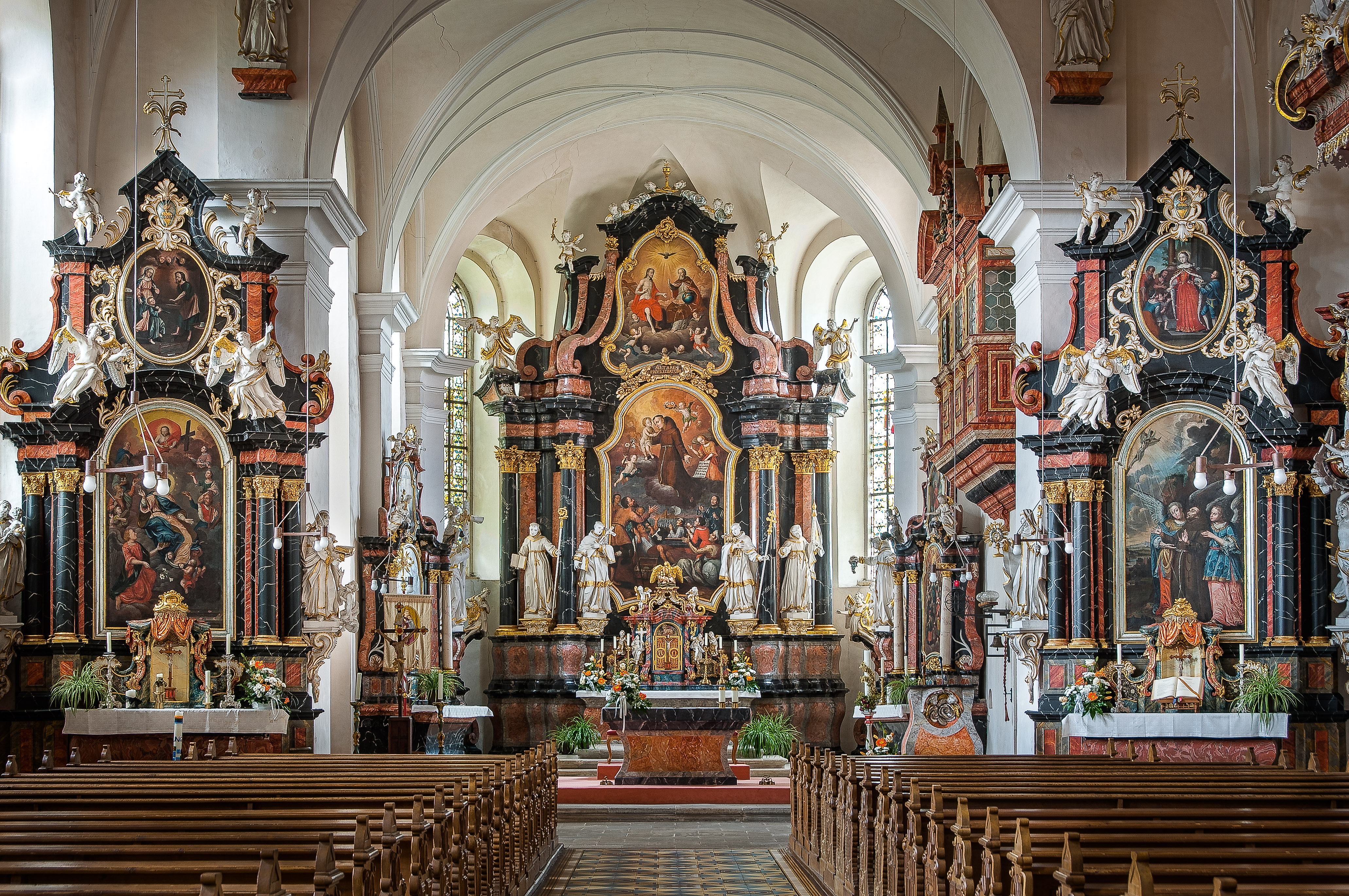
Innenansicht der Antoniuskirche

Das jährlich zu Pfingsten begangene Krengeljägerfest ist inzwischen eine Worbiser Tradition und erinnert an eine städtische Überlieferung (Raub von Brezeln/Backwerk durch übermütige Schulbuben). Inzwischen hat man diese sonderbare Begebenheit aus dem Alltagsleben der Alt-Worbiser mit einem Brunnen gewürdigt.

### Das Worbiser Wipperfest
Als zweites bedeutendes Fest begeht Worbis das Wipperfest. Es findet im September statt. Die Wipper ist in Worbis noch ein bescheidenes Rinnsal. Daher wird die Mutprobe – auf einem Seil oder schmalem Brett über die Wipper zu balancieren – gefordert. Die Belustigung zieht besonders die Jugend der Stadt an.

### Kirchen

#### Antoniuskirche
Die barocke, 1678 geweihte Antoniuskirche war auf Initiative des Franziskaner-Ordens in Worbis errichtet worden, um dem neu entstandenen Konvent als Klosterkirche zu dienen. Sie befindet sich in der Klosterstraße, auf geweihter Erde, denn am gleichen Bauplatz stand zuvor das mittelalterliche Zisterzienserinnen-Kloster Worbis. Maßgeblichen Anteil am Bau des Klosters hatte der italienische Baumeister Antonio Petrini, dieser gilt als ein Vorläufer des berühmten Barock-Baumeisters Balthasar Neumann. Das Kloster bestand bis 1824, dann wurde es säkularisiert. Die Kirche wurde der Katholischen Pfarrgemeinde Worbis übergeben.

#### St. Nikolaus
Die katholische Stadtkirche St. Nikolaus im Zentrum von Worbis.

#### St. Peter und Paul
Die evangelische Kirche St. Peter und Paul am Rossmarkt in Worbis.

#### Pestkapelle St. Rochus

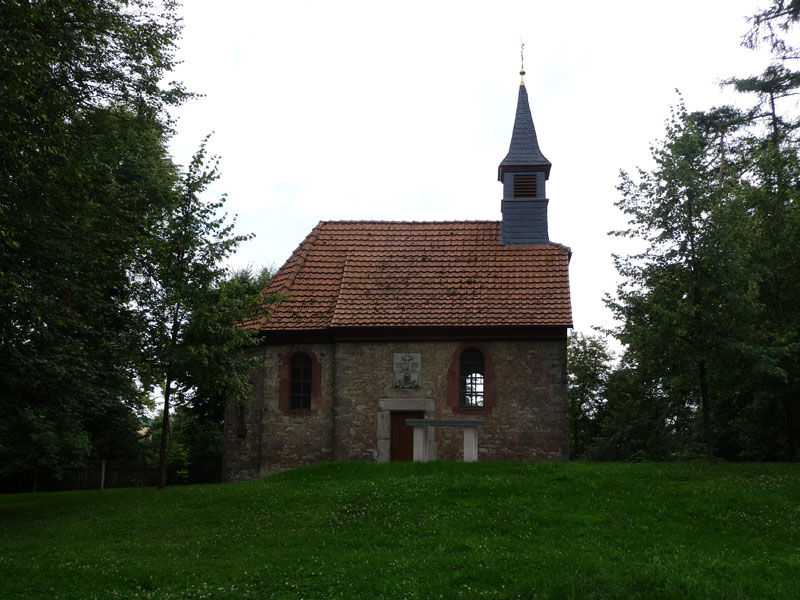
St.-Rochus-Kapelle Worbis (im Gegenlicht)

Das Patronat des St. Rochus ist ein Indiz für die Entstehung und Nutzung dieses Gebäudes zur Zeit der letzten großen Pestwelle im 17. Jahrhundert. Aus der Stadtchronik von Johann Vinzenz Wolf ist die Zahl von 465 Todesopfern bekannt, die diese Seuche in den Jahren 1682–1683 von der Worbiser Bürgerschaft forderte. Religiöse Motive und der feste Glaube an die Wirkung von Gelübden führten zum Bau der St. Rochus-Kapelle, diese sollte stets die Nachwelt an diese überwundene Schreckens- und Notzeit erinnern.
Das Bauwerk befindet sich in der Duderstädter Straße. Das relativ kleine, einstöckige Gebäude ist aus Bruchsteinmauerwerk errichtet. Der zierliche Dachreiter enthält wohl als letzten Gruß für den Verstorbenen ein Totenglöcklein.
Über dem Portal der Kapelle befindet sich mittig eine Sandsteintafel, sie dient als Memento mori und ist unübersehbar in das Mauerwerk eingelassen. Diese zeigt einen Totenkopf, Gebeine und darüber das Zeichen des Kreuzes als Symbol der Hoffnung und Erlösung. Beiderseits findet der Besucher weitere Inschriften zum Anlass des Gebäudes.

#### Hardtkapelle
Die erste hölzerne Hardtkapelle wurde um 1680 erbaut. 1749 wurde die mittlerweile baufällig gewordene Kapelle neu in Stein errichtet. Die Kapelle besteht aus Kalkbruchstein, ein Saalbau mit dreiseitigem Chorschluss, der bis heute erhalten geblieben ist. Besonders die Eckquader des Gebäudes sind sorgfältig behauen. Die barocken Formen werden in der Gestaltung der Fenster, besonders bei der über der Tür befindlichen Fensteröffnung sichtbar. Wie das Gewölbe der Klosterkirche ist auch bei der Kapelle der Innenraum mit Kalktuffsteingewölbe überdeckt; die Chornischen sind jeweils von einer Stichkappe überspannt. Der übrige Kapellenraum weist zwei Kreuzgewölbe auf, deren Rippen angeputzt und deren Schlusssteine mit Rosetten verziert sind.

### Rentamt/Rathaus

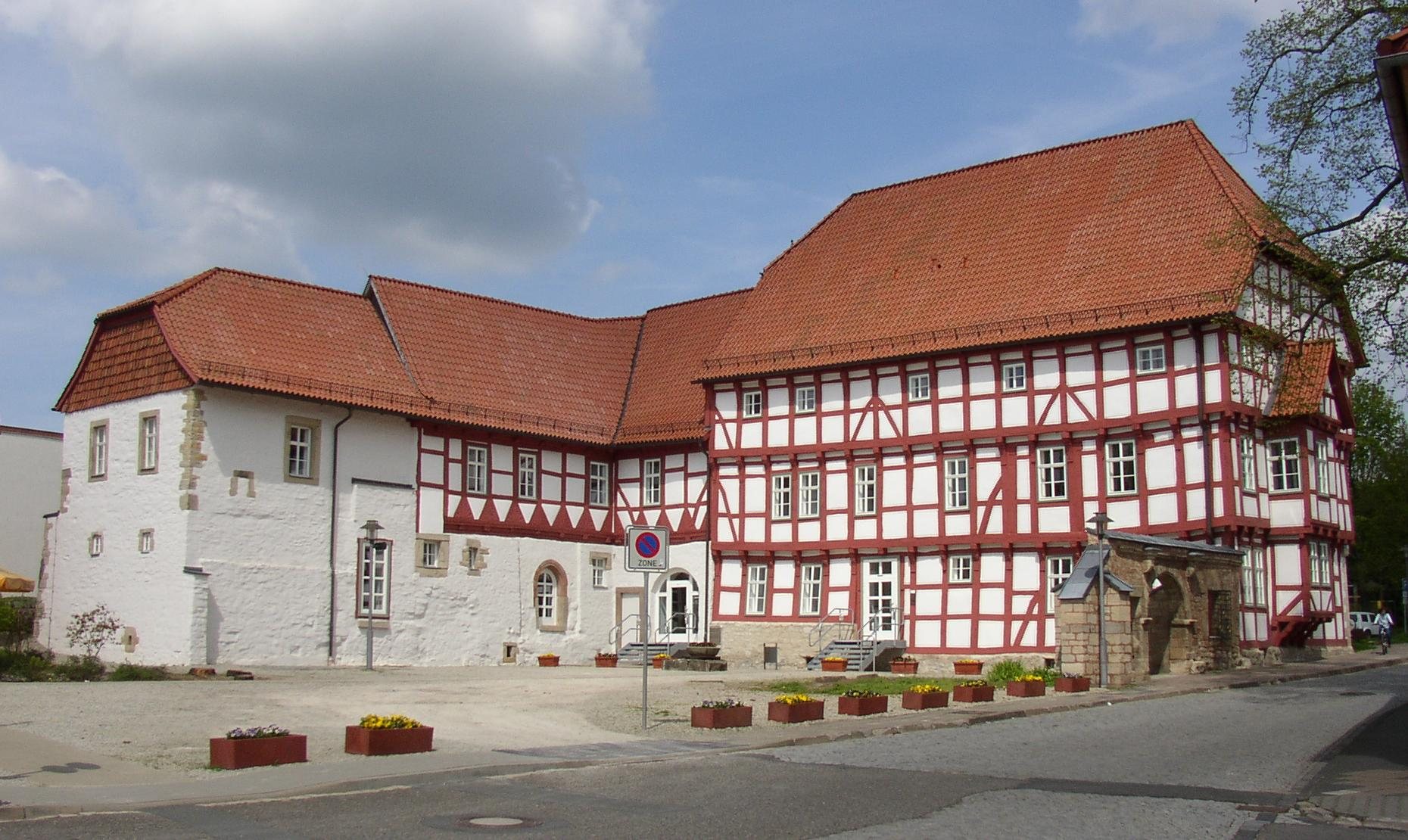
Das Rathaus in Worbis, mit Standesamt

Eines der ältesten erhaltenen Gebäude der Stadt Worbis ist das Rentamt oder Kurmainzer Amtshaus. Die ältesten Bauteile des Rentamtes stammen wohl aus der Zeit der Wasserburg, die im Mittelalter an diesem Ort stand. Eine Zerstörung der Wasserburg während des Bauernkrieges 1525 erscheint wahrscheinlich. Teilweise unter Wiederverwendung mittelalterlicher Mauern wurde 1608 der Nordwestflügel errichtet.
Am 15. Februar 1655 wurde Worbis Opfer einer Flutkatastrophe, die große Schäden in der Stadt anrichtete. Dass bald darauf Baumaßnahmen am Rentamt erfolgten, wird durch einen Quader an der Westecke bezeugt.
1818 wurde das Querhaus auf dem Dach des Amtshauses zurückgebaut und das verbliebene Satteldach an beiden Enden zum Krüppelwalmdach umgebaut. 1845 waren im Erdgeschoss fünf Gefängniszellen, die Wohnung des Gefängniswärters, ein Kassengewölbe, Archive und Verwaltungsräume für die preußische Registratur untergebracht. Im 20. Jahrhundert folgten nur noch kleinere Umbauten. Der Gewölbekeller wurde nach 1933 zum Luftschutzraum ausgebaut.
Ab 2000 begann die Sanierung und der Umbau für die Stadtverwaltung. Seit 2004 dient das Rentamt wieder als Rathaus.

### Junkerhof/Landratsamt

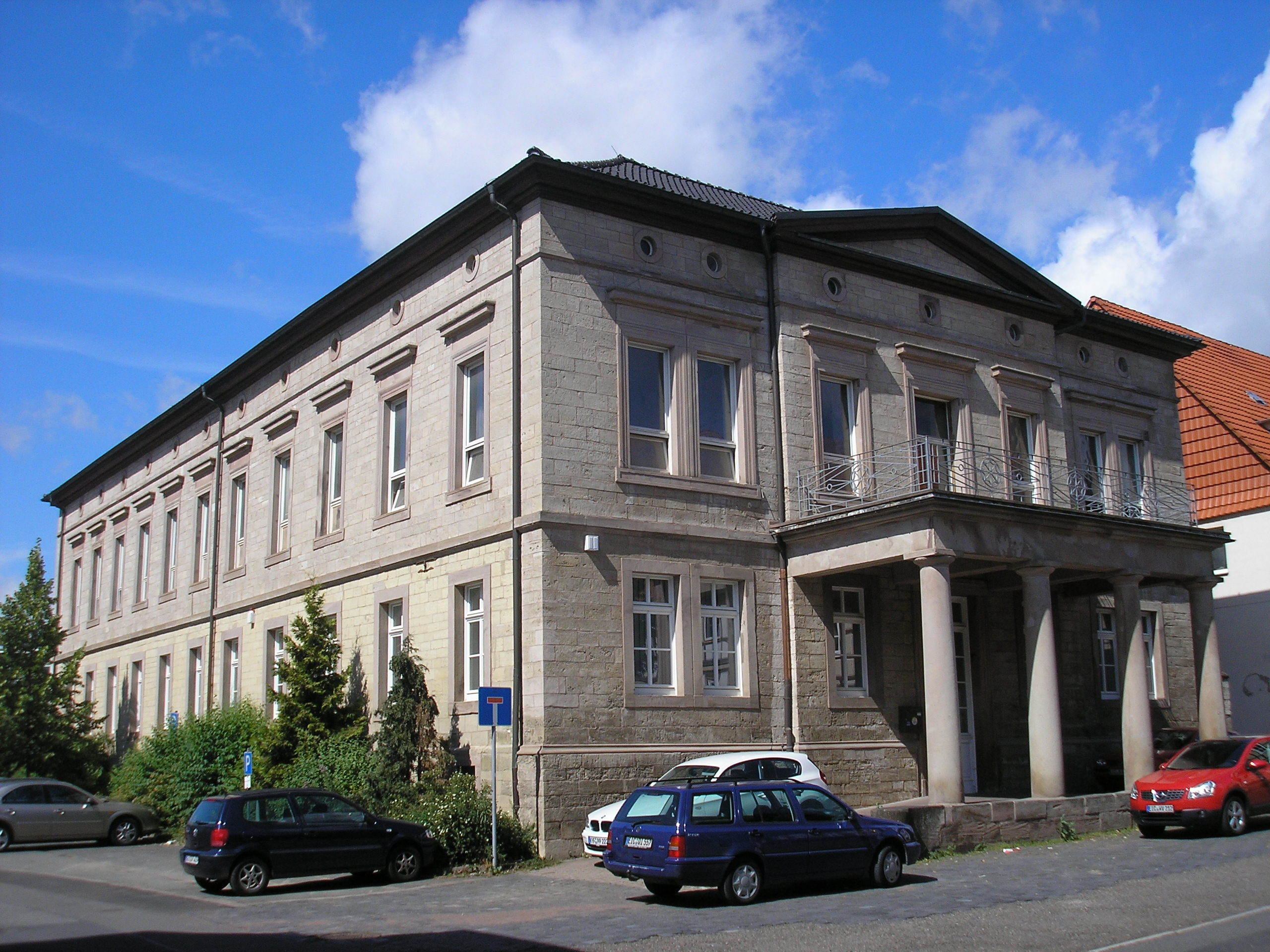
Der ehemalige Junkerhof und heutige Landratsgebäude

Im 16. Jahrhundert wurde von den Herren von Bültzingslöwen als kurmainzischer Lehnssitz im Amt Harburg-Worbis ein Gutshof am südlichen Stadtrand errichtet. Das Herrenhaus und die Wirtschaftsgebäude waren in Fachwerkbauweise errichtet worden. Im 18. und 19. Jahrhundert war er in wechselndem Privatbesitz, unter anderem 1721 im Besitz des Amtsvogtes Joachim Wagner. Mitte des 19. Jahrhunderts erwarb der Landrat Albrecht Bernhard Frantz den Junkerhof und richtete hier sein Landratsbüro ein. Am 19. September 1855 weilte der König Friedrich Wilhelm IV. von Preußen im Haus. Beim großen Stadtbrand von 1860 wurde auch der Junkerhof zerstört. Das Wohnhaus wurde danach in der noch heute existierenden Form wieder aufgebaut, einschließlich der Wirtschaftsgebäude. 1888 wurde das Gut des Junkerhofes mit den Ländereien verkauft. 1906 kaufte der Landkreis Worbis das Gebäude und es wurde bis Ende des 20. Jahrhunderts als Kreisverwaltung des Landkreises Worbis und des Kreises Worbis genutzt.

### Gülden Kreuz/Heimatmuseum
Rathaus-Gebäudekomplex, Zugang Kirchstraße 19. Das als Fachwerkhaus Gülden Kreuz bekannte Gebäude dient seit 1960 als Stadtmuseum. Die ursprüngliche Konzeption sah das Haus als ein Spezialmuseum zur Eichsfelder Textilfabrikation – einem Haupterwerbszweig der Eichsfelder Bevölkerung seit dem 18. Jahrhundert. Das Museum hat inzwischen als Stadt- und Regionalmuseum seinen Bezug zur Worbiser Geschichte verfestigt. Bemerkenswert ist eine hier vorhandene Schmetterlingssammlung des Worbiser Entomologen Lampert Rummel. Das Gülden Kreuz befindet sich seit 2016 im Verkaufsprozess. Zugleich existiert auch eine Debatte darüber, ob das Gülden Kreuz als Heimatmuseum bleiben soll.

### Bärenpark
Am nordwestlichen Stadtrand (Duderstädter Straße 36a) befindet sich das Gelände des 1959 bis 1995 betriebenen Tierpark Worbis. Auf Initiative des Vereins Bärenhilfswerk e. V. wurde das Gelände zu einem weiträumigen Freigelände umgestaltet und wird nun als Alternativer Bärenpark Worbis für Braunbären, welche meist aus Zirkus- oder Käfighaltung stammen, genutzt. Für dieses außergewöhnliche Projekt erwarb der Verein Anerkennung – und erhielt 2006 den hessischen Tierschutzpreis.

### Bärenmeile
Die Bärenmeile ist eine Initiative der Stadt Leinefelde-Worbis, des Alternativen Bärenparks Worbis und der Werbegemeinschaft Worbis e. V. Die Bärenmeile ist ca. 2300 m lang. Im Infopavillon in der Innenstadt kann man sich über die Bärenmeile und den Bärenpark informieren.

### Büschlebsmühle
Die Büschlebsmühle ist ein als Technisches Denkmal ausgewiesenes Mühlenanwesen, zu dem die als Aquädukt im Stadtgebiet verlaufende Wasserzufuhr gehört. Die für die Stadtgeschichte bedeutsame Mühle war auf Betreiben eines Worbiser Ratsherren erbaut worden und wurde je nach Bedarf für die Herstellung von Schießpulver – Pulvermühle, als Mahlmühle, Sägewerk oder Ölmühle in Betrieb gesetzt. Hierzu besaß das Mühlwerk drei oberschlächtige Mühlräder. Die noch immer im Familienbesitz der Büschlebs, inzwischen zählt man die fünfte Müller-Generation, befindliche Mühle wurde sorgfältig restauriert und dient nun der Stromerzeugung (über Generator) sowie gelegentlich als Schauanlage.

### Solfs Mühle
Die Mühle wurde zunächst als Schlagmühle betrieben. Ihrer ersten Funktion verdankt der vorbeiführende Weg seinen Namen – „Schlaggasse“. Im Jahr 1818 wurde die Mühle als „kochische Oelmühle“ benannt. Ihr Inhaber, Senator Koch, war nicht nur der Betreiber, sondern auch ein erfolgreicher Ölhändler. 1887 kaufte schließlich Josef Solf das Anwesen. Nach seinem Tod im Jahre 1929 ging die Mühle in den Besitz Josef Solf jun. über. Da keiner der Söhne den Müllerberuf erlernen wollte, wurde der Familienbetrieb aufgegeben. Im Auftrag der LPG wurde die Mühle als Schrot- und Lohnmühle bis in das Jahr 1987 weitergeführt. Nach 2000 wurde das Mühlengebäude abgerissen.

### Marienschule
Im März des Jahres 1907 erfolgte die Genehmigung für die Errichtung einer „Kleinkinder-Bewahrschule und einer Haushalts- und Handarbeitsschule für unbemittelte katholische Mädchen in nicht mehr schulpflichtigem Alter“. Im April des Jahres 1908 begann man mit einem Ausbau der Marienschule zur Einrichtung eines „Alten-Versorgungsheims“. 1930 wurde das Dachgeschoss des Haupthauses aufgebaut.

## Infrastruktur

### Straßenverkehr
Worbis ist verkehrsmäßig über die B 247 (Abschnitt Duderstadt–Leinefelde) und die L 3080 (die ehemalige B 80; Abschnitt Heilbad Heiligenstadt–Nordhausen) erreichbar. Weitere Straßenverbindungen bestehen über die Landesstraße 1012 ins Ohmgebirge und die Kreisstraße 242 (die ehemalige B 80 und B 247) zum Nachbarort Breitenbach. Unmittelbar südlich liegt die Anschlussstelle Leinefelde-Worbis der Bundesautobahn 38 (Abschnitt Halle (Saale)–Göttingen).

### Schienenverkehr

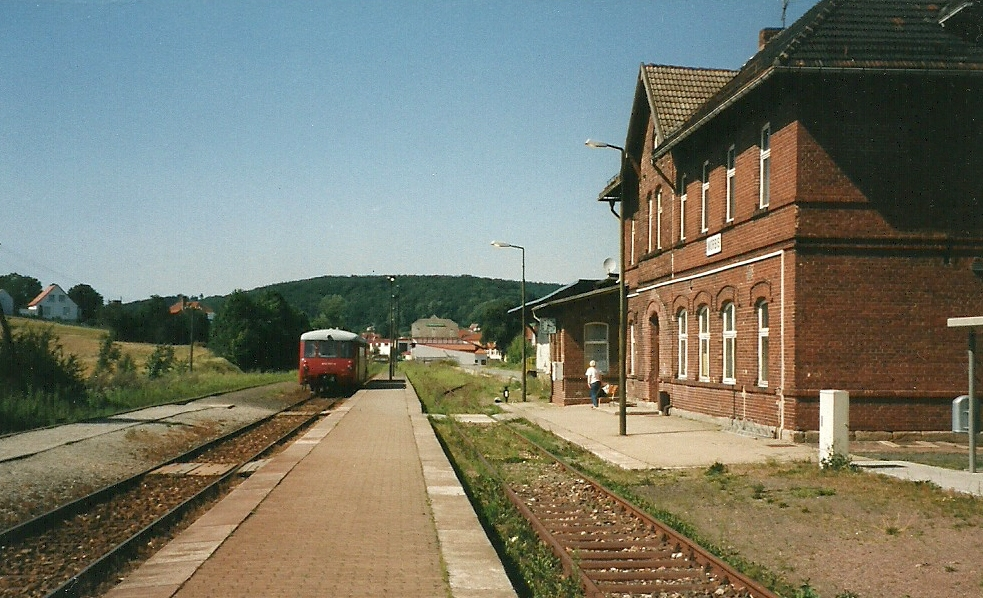
Der Bahnhof Worbis im Jahr 1998

Worbis hatte einen Bahnhof an der Bahnstrecke Leinefelde–Wulften. Nachdem bereits am 31. Oktober 1889 der Teilabschnitt von Wulften nach Duderstadt fertiggestellt wurde, konnte erst einige Jahre später am 1. September 1897 die restliche Teilstrecke von Duderstadt nach Leinefelde mit dem Bahnhof Worbis freigegeben werden. 1905 hatte der Bahnhof zwei Bahnsteiggleise (Länge 298 m), zwei weitere Gleise (Länge 185 m und 154 m), sowie zwei kürzere Stumpfgleise (Länge 80 m und 16 m). Die 7 einfachen und eine doppelte Weiche wurden als Handweichen betrieben, da die Strecke nur als Nebenstrecke betrieben wurde. 1909 wurde am Empfangsgebäude und dem Güterschuppen noch ein Stellwerk geplant. 1945 wurde die Bahnstrecke zwischen Teistungen und Gerblingerode an der neu errichteten Zonengrenze unterbrochen und 1947 im Rahmen der Reparationsverpflichtungen der Streckenabschnitt von Teistungen bis Worbis abgebaut. Worbis wurde damit zum Endbahnhof. Bereits drei Jahre später wurde dieser Bahnabschnitt wieder aufgebaut, Worbis wurde wieder Durchgangsbahnhof. Von 1958 bis 1978 war der Bahnhof in Worbis Zugleitbahnhof. Am 9. Juni 2001 wurde die Bahnstrecke komplett stillgelegt und die Bahnanlagen in Worbis später abgebaut. Lediglich das Empfangsgebäude erinnert noch an den Bahnhof in Worbis, auch die ehemalige Streckenführung ist im Stadtgebiet nach umfangreichen Baumaßnahmen kaum noch zu erahnen.

### Krankenhaus

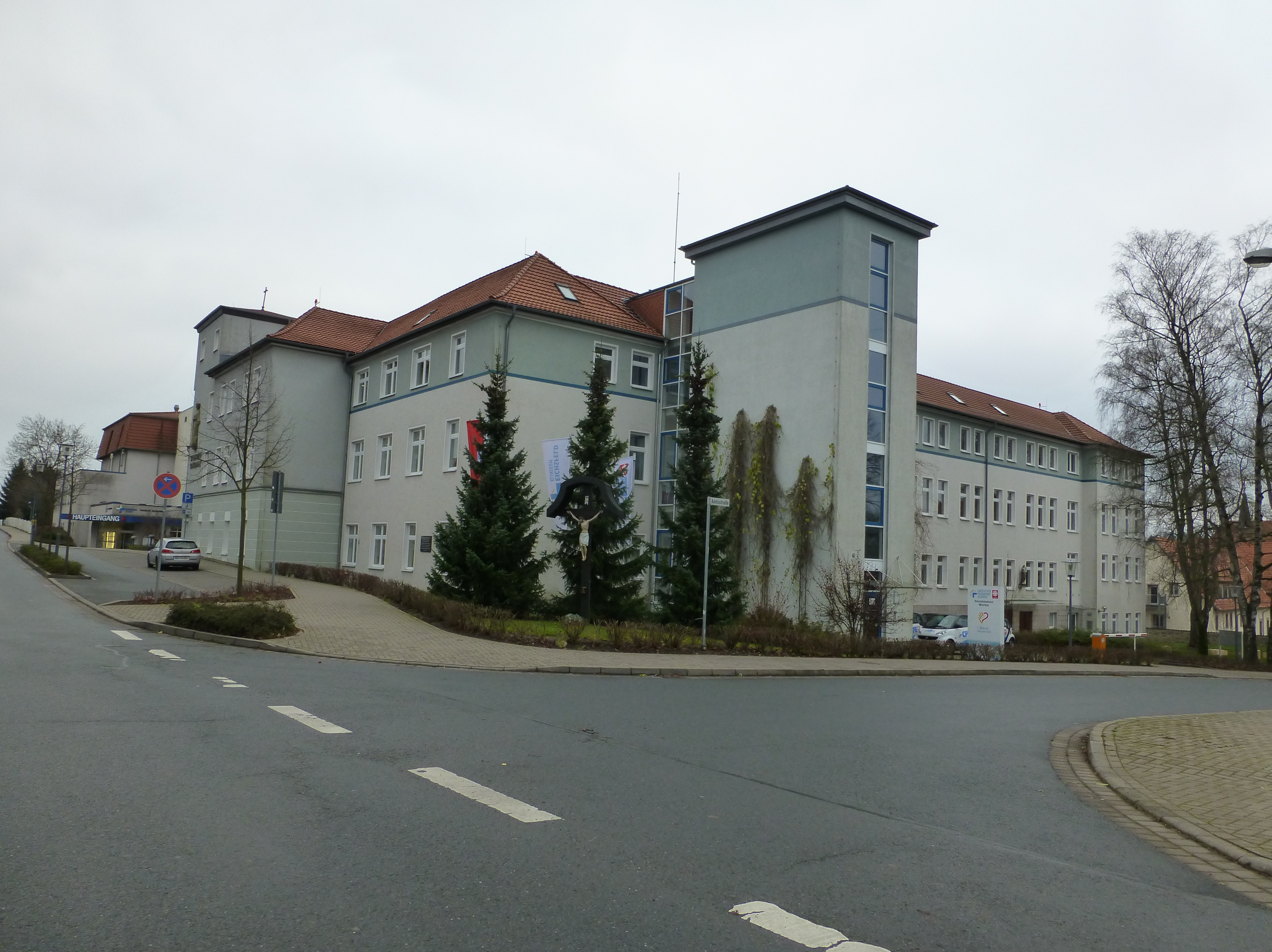
Ehemaliges Krankenhaus

Das St.-Elisabeth-Krankenhaus in Worbis mit einer Inneren Medizin gehörte zum Eichsfeld Klinikum, das mehrere Kliniken in Heiligenstadt und in Reifenstein betreibt. 1883 wurde eine erste Krankenanstalt eröffnet, die 1900 durch einen Neubau ersetzt wurde. Im Laufe der Jahrzehnte kam es zu zahlreichen Umbauten und Erweiterungen des Krankenhauses. 2001 erfolgte die Fusion zum Eichsfeld Klinikum. Im März 2021 wurde die Palliativstation von Worbis nach Reifenstein verlegt, so dass das Eichsfeld Klinikum in Leinefelde-Worbis nur noch eine Sozialstation und ein MVZ betreibt.

### Bildung
Worbis verfügt über ein staatliches Gymnasium und eine Förderschule.

## Persönlichkeiten
- Johan Brambach (* in Worbis; † 4. September 1616 in Lübeck), Ratssekretär, Ratsyndicus und Domherr in Lübeck
- August Burghard (1883–1915), Kunst- und Kirchenmaler
- Heinrich Joseph Watteroth (* 17. November 1756 in Worbis; † 13. August 1819 in Wien), politischer Schriftsteller[32]
- Wilhelm Hartmann (* 3. Oktober 1816 in Worbis; † 30. August 1889 in Groß-Lichterfelde bei Berlin), Jurist und Reichsgerichtsrat
- Bernard Quaritch (* 23. April 1819 in Worbis; † 17. Dezember 1899 in Hampstead), englischer Buchhändler und Sammler deutscher Abstammung
- Carl Haber (* 8. Januar 1833 in Worbis; † 17. Mai 1914 in Bonn), Berg- und Hüttenwerksdirektor in Ramsbeck
- Adalbert Zuckschwerdt (* 1. Januar 1874; † 1. Juli 1945 in Garmisch-Partenkirchen), Marineoffizier der Reichs- und Kriegsmarine, zuletzt Konteradmiral, Kommandant der Seeverteidigung von Languedoc / Südfrankreich im Zweiten Weltkrieg
- Rudolf Hartmann (* 1937; † 2020), Japanologe und Historiker
- Heinz Gockel (* 23. September 1941 in Worbis; † 27. Dezember 2015), Literaturwissenschaftler und Hochschullehrer
- Barbara Saß-Viehweger (* 4. August 1943 in Worbis), Notarin, Rechtsanwältin und Politikerin der Christlich Demokratischen Union (CDU)
- Gerhard Rupprath (* 4. April 1945 in Worbis), Kinderarzt und hat eine apl. Professur an der Georg-August-Universität in Göttingen
- Stefan Wachtel (* 30. Juli 1960 in Worbis), freiberuflicher Trainer für Auftritte von Führungskräften und Buchautor
- Uwe John (* 17. November 1960 in Worbis), Historiker
- Thomas T. Müller (* 24. Oktober 1974), Historiker, bestand 1993 in Worbis das Abitur.